# Victoria Maria van Hessen-Darmstadt
Victoria Alberta Elizabeth Mathilde Maria van Hessen-Darmstadt (Windsor Castle, 5 april 1863 — Kensington Palace, 24 september 1950) was de oudste dochter van groothertog Lodewijk IV van Hessen-Darmstadt en prinses Alice, de tweede dochter van koningin Victoria van het Verenigd Koninkrijk. 
Haar zuster was keizerin Alexandra van Rusland, de echtgenote van de laatste Russische keizer Nicolaas II van Rusland. Victoria Maria is de grootmoeder  van prins Philip, echtgenoot van Elizabeth II, en de overgrootmoeder van Charles III.
Op 17 juli 1917 besloot koning George V om de namen van de leden van het Britse koningshuis te ontdoen van Duitse titels. Het Britse koningshuis heette voortaan Windsor en niet meer Saksen Coburg en Gotha. Als gevolg daarvan veranderden ook andere familieleden (zoals Victoria en Louis van Battenberg) hun namen en titels. Zij gaven hun Duitse titels op en stonden voortaan bekend onder de achternaam Mountbatten. Haar echtgenoot werd markies van Milford Haven en Victoria werd daardoor markiezin van Milford Haven.

## Huwelijk en gezin
Zij trouwde op 30 april 1884 met Lodewijk Alexander van Battenberg, met wie ze vier kinderen kreeg. Hij stierf in 1921 aan de gevolgen van een hartinfarct.
De vier kinderen van Victoria en Lodewijk:
- Alice (1885–1969), trouwde met Andreas van Griekenland
- Louise (1889–1965), trouwde met de Zweedse kroonprins Gustaaf Adolf
- George (1892–1938), trouwde met Nadejda Michajlovna, een nichtje van tsaar Alexander II van Rusland
- Louis (1900–1979), trouwde met Edwina Cynthia Annette Ashley

## Kwartierstaat
| Lodewijk II van Hessen-Darmstadt (1777-1848)    | Lodewijk II van Hessen-Darmstadt (1777-1848)    | Lodewijk II van Hessen-Darmstadt (1777-1848)    | Lodewijk II van Hessen-Darmstadt (1777-1848)    | Lodewijk II van Hessen-Darmstadt (1777-1848)    | Lodewijk II van Hessen-Darmstadt (1777-1848)    | Wilhelmina van Baden (1788-1836)       | Wilhelmina van Baden (1788-1836)       | Wilhelmina van Baden (1788-1836)           | Wilhelmina van Baden (1788-1836)           | Wilhelmina van Baden (1788-1836)             | Wilhelmina van Baden (1788-1836)             |                                              |                                              | Willem van Pruisen (1783-1851)               | Willem van Pruisen (1783-1851)               | Willem van Pruisen (1783-1851)         | Willem van Pruisen (1783-1851)         | Willem van Pruisen (1783-1851)         | Willem van Pruisen (1783-1851)         | Marie Anne Amalie van Hessen-Homburg (1785-1846) | Marie Anne Amalie van Hessen-Homburg (1785-1846) | Marie Anne Amalie van Hessen-Homburg (1785-1846) | Marie Anne Amalie van Hessen-Homburg (1785-1846) | Marie Anne Amalie van Hessen-Homburg (1785-1846) | Marie Anne Amalie van Hessen-Homburg (1785-1846) |                                                 |                                                 | Ernst I van Saksen-Coburg en Gotha (1784-1844)  | Ernst I van Saksen-Coburg en Gotha (1784-1844)  | Ernst I van Saksen-Coburg en Gotha (1784-1844) | Ernst I van Saksen-Coburg en Gotha (1784-1844) | Ernst I van Saksen-Coburg en Gotha (1784-1844) | Ernst I van Saksen-Coburg en Gotha (1784-1844) | Louise van Saksen-Gotha-Altenburg (1800-1831) | Louise van Saksen-Gotha-Altenburg (1800-1831) | Louise van Saksen-Gotha-Altenburg (1800-1831) | Louise van Saksen-Gotha-Altenburg (1800-1831) | Louise van Saksen-Gotha-Altenburg (1800-1831) | Louise van Saksen-Gotha-Altenburg (1800-1831) |                                              |                                              | Eduard August van Kent (1767-1820)           | Eduard August van Kent (1767-1820)           | Eduard August van Kent (1767-1820)               | Eduard August van Kent (1767-1820)               | Eduard August van Kent (1767-1820)               | Eduard August van Kent (1767-1820)               | Victoire van Saksen-Coburg-Saalfeld ((1786-1861) | Victoire van Saksen-Coburg-Saalfeld ((1786-1861) | Victoire van Saksen-Coburg-Saalfeld ((1786-1861) | Victoire van Saksen-Coburg-Saalfeld ((1786-1861) | Victoire van Saksen-Coburg-Saalfeld ((1786-1861) | Victoire van Saksen-Coburg-Saalfeld ((1786-1861) |  |  |  |  |  |  |  |  |  |  |  |  |  |  |  |  |  |  |  |  |  |  |  |  |  |  |  |  |  |  |  |  |  |  |  |  |  |  |  |  |  |  |  |  |  |  |  |  |
| Lodewijk II van Hessen-Darmstadt (1777-1848)    | Lodewijk II van Hessen-Darmstadt (1777-1848)    | Lodewijk II van Hessen-Darmstadt (1777-1848)    | Lodewijk II van Hessen-Darmstadt (1777-1848)    | Lodewijk II van Hessen-Darmstadt (1777-1848)    | Lodewijk II van Hessen-Darmstadt (1777-1848)    | Wilhelmina van Baden (1788-1836)       | Wilhelmina van Baden (1788-1836)       | Wilhelmina van Baden (1788-1836)           | Wilhelmina van Baden (1788-1836)           | Wilhelmina van Baden (1788-1836)             | Wilhelmina van Baden (1788-1836)             |                                              |                                              | Willem van Pruisen (1783-1851)               | Willem van Pruisen (1783-1851)               | Willem van Pruisen (1783-1851)         | Willem van Pruisen (1783-1851)         | Willem van Pruisen (1783-1851)         | Willem van Pruisen (1783-1851)         | Marie Anne Amalie van Hessen-Homburg (1785-1846) | Marie Anne Amalie van Hessen-Homburg (1785-1846) | Marie Anne Amalie van Hessen-Homburg (1785-1846) | Marie Anne Amalie van Hessen-Homburg (1785-1846) | Marie Anne Amalie van Hessen-Homburg (1785-1846) | Marie Anne Amalie van Hessen-Homburg (1785-1846) |                                                 |                                                 | Ernst I van Saksen-Coburg en Gotha (1784-1844)  | Ernst I van Saksen-Coburg en Gotha (1784-1844)  | Ernst I van Saksen-Coburg en Gotha (1784-1844) | Ernst I van Saksen-Coburg en Gotha (1784-1844) | Ernst I van Saksen-Coburg en Gotha (1784-1844) | Ernst I van Saksen-Coburg en Gotha (1784-1844) | Louise van Saksen-Gotha-Altenburg (1800-1831) | Louise van Saksen-Gotha-Altenburg (1800-1831) | Louise van Saksen-Gotha-Altenburg (1800-1831) | Louise van Saksen-Gotha-Altenburg (1800-1831) | Louise van Saksen-Gotha-Altenburg (1800-1831) | Louise van Saksen-Gotha-Altenburg (1800-1831) |                                              |                                              | Eduard August van Kent (1767-1820)           | Eduard August van Kent (1767-1820)           | Eduard August van Kent (1767-1820)               | Eduard August van Kent (1767-1820)               | Eduard August van Kent (1767-1820)               | Eduard August van Kent (1767-1820)               | Victoire van Saksen-Coburg-Saalfeld ((1786-1861) | Victoire van Saksen-Coburg-Saalfeld ((1786-1861) | Victoire van Saksen-Coburg-Saalfeld ((1786-1861) | Victoire van Saksen-Coburg-Saalfeld ((1786-1861) | Victoire van Saksen-Coburg-Saalfeld ((1786-1861) | Victoire van Saksen-Coburg-Saalfeld ((1786-1861) |  |  |  |  |  |  |  |  |  |  |  |  |  |  |  |  |  |  |  |  |  |  |  |  |  |  |  |  |  |  |  |  |  |  |  |  |  |  |  |  |  |  |  |  |  |  |  |  |
|                                                 |                                                 |                                                 |                                                 |                                                 |                                                 |                                        |                                        |                                            |                                            |                                              |                                              |                                              |                                              |                                              |                                              |                                        |                                        |                                        |                                        |                                                  |                                                  |                                                  |                                                  |                                                  |                                                  |                                                 |                                                 |                                                 |                                                 |                                                |                                                |                                                |                                                |                                               |                                               |                                               |                                               |                                               |                                               |                                              |                                              |                                              |                                              |                                                  |                                                  |                                                  |                                                  |                                                  |                                                  |                                                  |                                                  |                                                  |                                                  |  |  |  |  |  |  |  |  |  |  |  |  |  |  |  |  |  |  |  |  |  |  |  |  |  |  |  |  |  |  |  |  |  |  |  |  |  |  |  |  |  |  |  |  |  |  |  |  |
|                                                 |                                                 |                                                 |                                                 | Karel van Hessen-Darmstadt (1809-1877)          | Karel van Hessen-Darmstadt (1809-1877)          | Karel van Hessen-Darmstadt (1809-1877) | Karel van Hessen-Darmstadt (1809-1877) | Karel van Hessen-Darmstadt (1809-1877)     | Karel van Hessen-Darmstadt (1809-1877)     |                                              |                                              |                                              |                                              |                                              |                                              | Elisabeth van Pruisen (1815-1885)      | Elisabeth van Pruisen (1815-1885)      | Elisabeth van Pruisen (1815-1885)      | Elisabeth van Pruisen (1815-1885)      | Elisabeth van Pruisen (1815-1885)                | Elisabeth van Pruisen (1815-1885)                |                                                  |                                                  |                                                  |                                                  |                                                 |                                                 |                                                 |                                                 |                                                |                                                | Albert van Saksen-Coburg en Gotha (1819-1861)  | Albert van Saksen-Coburg en Gotha (1819-1861)  | Albert van Saksen-Coburg en Gotha (1819-1861) | Albert van Saksen-Coburg en Gotha (1819-1861) | Albert van Saksen-Coburg en Gotha (1819-1861) | Albert van Saksen-Coburg en Gotha (1819-1861) |                                               |                                               |                                              |                                              |                                              |                                              | Victoria van het Verenigd Koninkrijk (1819-1901) | Victoria van het Verenigd Koninkrijk (1819-1901) | Victoria van het Verenigd Koninkrijk (1819-1901) | Victoria van het Verenigd Koninkrijk (1819-1901) | Victoria van het Verenigd Koninkrijk (1819-1901) | Victoria van het Verenigd Koninkrijk (1819-1901) |                                                  |                                                  |                                                  |                                                  |  |  |  |  |  |  |  |  |  |  |  |  |  |  |  |  |  |  |  |  |  |  |  |  |  |  |  |  |  |  |  |  |  |  |  |  |  |  |  |  |  |  |  |  |  |  |  |  |
|                                                 |                                                 |                                                 |                                                 | Karel van Hessen-Darmstadt (1809-1877)          | Karel van Hessen-Darmstadt (1809-1877)          | Karel van Hessen-Darmstadt (1809-1877) | Karel van Hessen-Darmstadt (1809-1877) | Karel van Hessen-Darmstadt (1809-1877)     | Karel van Hessen-Darmstadt (1809-1877)     |                                              |                                              |                                              |                                              |                                              |                                              | Elisabeth van Pruisen (1815-1885)      | Elisabeth van Pruisen (1815-1885)      | Elisabeth van Pruisen (1815-1885)      | Elisabeth van Pruisen (1815-1885)      | Elisabeth van Pruisen (1815-1885)                | Elisabeth van Pruisen (1815-1885)                |                                                  |                                                  |                                                  |                                                  |                                                 |                                                 |                                                 |                                                 |                                                |                                                | Albert van Saksen-Coburg en Gotha (1819-1861)  | Albert van Saksen-Coburg en Gotha (1819-1861)  | Albert van Saksen-Coburg en Gotha (1819-1861) | Albert van Saksen-Coburg en Gotha (1819-1861) | Albert van Saksen-Coburg en Gotha (1819-1861) | Albert van Saksen-Coburg en Gotha (1819-1861) |                                               |                                               |                                              |                                              |                                              |                                              | Victoria van het Verenigd Koninkrijk (1819-1901) | Victoria van het Verenigd Koninkrijk (1819-1901) | Victoria van het Verenigd Koninkrijk (1819-1901) | Victoria van het Verenigd Koninkrijk (1819-1901) | Victoria van het Verenigd Koninkrijk (1819-1901) | Victoria van het Verenigd Koninkrijk (1819-1901) |                                                  |                                                  |                                                  |                                                  |  |  |  |  |  |  |  |  |  |  |  |  |  |  |  |  |  |  |  |  |  |  |  |  |  |  |  |  |  |  |  |  |  |  |  |  |  |  |  |  |  |  |  |  |  |  |  |  |
|                                                 |                                                 |                                                 |                                                 |                                                 |                                                 |                                        |                                        |                                            |                                            | Lodewijk IV van Hessen-Darmstadt (1837-1892) | Lodewijk IV van Hessen-Darmstadt (1837-1892) | Lodewijk IV van Hessen-Darmstadt (1837-1892) | Lodewijk IV van Hessen-Darmstadt (1837-1892) | Lodewijk IV van Hessen-Darmstadt (1837-1892) | Lodewijk IV van Hessen-Darmstadt (1837-1892) |                                        |                                        |                                        |                                        |                                                  |                                                  |                                                  |                                                  |                                                  |                                                  |                                                 |                                                 |                                                 |                                                 |                                                |                                                |                                                |                                                |                                               |                                               |                                               |                                               | Alice van Saksen-Coburg en Gotha (1843-1878)  | Alice van Saksen-Coburg en Gotha (1843-1878)  | Alice van Saksen-Coburg en Gotha (1843-1878) | Alice van Saksen-Coburg en Gotha (1843-1878) | Alice van Saksen-Coburg en Gotha (1843-1878) | Alice van Saksen-Coburg en Gotha (1843-1878) |                                                  |                                                  |                                                  |                                                  |                                                  |                                                  |                                                  |                                                  |                                                  |                                                  |  |  |  |  |  |  |  |  |  |  |  |  |  |  |  |  |  |  |  |  |  |  |  |  |  |  |  |  |  |  |  |  |  |  |  |  |  |  |  |  |  |  |  |  |  |  |  |  |
|                                                 |                                                 |                                                 |                                                 |                                                 |                                                 |                                        |                                        |                                            |                                            | Lodewijk IV van Hessen-Darmstadt (1837-1892) | Lodewijk IV van Hessen-Darmstadt (1837-1892) | Lodewijk IV van Hessen-Darmstadt (1837-1892) | Lodewijk IV van Hessen-Darmstadt (1837-1892) | Lodewijk IV van Hessen-Darmstadt (1837-1892) | Lodewijk IV van Hessen-Darmstadt (1837-1892) |                                        |                                        |                                        |                                        |                                                  |                                                  |                                                  |                                                  |                                                  |                                                  |                                                 |                                                 |                                                 |                                                 |                                                |                                                |                                                |                                                |                                               |                                               |                                               |                                               | Alice van Saksen-Coburg en Gotha (1843-1878)  | Alice van Saksen-Coburg en Gotha (1843-1878)  | Alice van Saksen-Coburg en Gotha (1843-1878) | Alice van Saksen-Coburg en Gotha (1843-1878) | Alice van Saksen-Coburg en Gotha (1843-1878) | Alice van Saksen-Coburg en Gotha (1843-1878) |                                                  |                                                  |                                                  |                                                  |                                                  |                                                  |                                                  |                                                  |                                                  |                                                  |  |  |  |  |  |  |  |  |  |  |  |  |  |  |  |  |  |  |  |  |  |  |  |  |  |  |  |  |  |  |  |  |  |  |  |  |  |  |  |  |  |  |  |  |  |  |  |  |
|                                                 |                                                 |                                                 |                                                 |                                                 |                                                 |                                        |                                        |                                            |                                            |                                              |                                              |                                              |                                              |                                              |                                              |                                        |                                        |                                        |                                        |                                                  |                                                  |                                                  |                                                  |                                                  |                                                  |                                                 |                                                 |                                                 |                                                 |                                                |                                                |                                                |                                                |                                               |                                               |                                               |                                               |                                               |                                               |                                              |                                              |                                              |                                              |                                                  |                                                  |                                                  |                                                  |                                                  |                                                  |                                                  |                                                  |                                                  |                                                  |  |  |  |  |  |  |  |  |  |  |  |  |  |  |  |  |  |  |  |  |  |  |  |  |  |  |  |  |  |  |  |  |  |  |  |  |  |  |  |  |  |  |  |  |  |  |  |  |
|                                                 |                                                 |                                                 |                                                 |                                                 |                                                 |                                        |                                        |                                            |                                            |                                              |                                              |                                              |                                              |                                              |                                              |                                        |                                        |                                        |                                        |                                                  |                                                  |                                                  |                                                  |                                                  |                                                  |                                                 |                                                 |                                                 |                                                 |                                                |                                                |                                                |                                                |                                               |                                               |                                               |                                               |                                               |                                               |                                              |                                              |                                              |                                              |                                                  |                                                  |                                                  |                                                  |                                                  |                                                  |                                                  |                                                  |                                                  |                                                  |  |  |  |  |  |  |  |  |  |  |  |  |  |  |  |  |  |  |  |  |  |  |  |  |  |  |  |  |  |  |  |  |  |  |  |  |  |  |  |  |  |  |  |  |  |  |  |  |
| Victoria Maria van Hessen-Darmstadt (1863–1950) | Victoria Maria van Hessen-Darmstadt (1863–1950) | Victoria Maria van Hessen-Darmstadt (1863–1950) | Victoria Maria van Hessen-Darmstadt (1863–1950) | Victoria Maria van Hessen-Darmstadt (1863–1950) | Victoria Maria van Hessen-Darmstadt (1863–1950) |                                        |                                        | Elisabeth van Hessen-Darmstadt (1864-1918) | Elisabeth van Hessen-Darmstadt (1864-1918) | Elisabeth van Hessen-Darmstadt (1864-1918)   | Elisabeth van Hessen-Darmstadt (1864-1918)   | Elisabeth van Hessen-Darmstadt (1864-1918)   | Elisabeth van Hessen-Darmstadt (1864-1918)   |                                              |                                              | Irene van Hessen-Darmstadt (1866–1953) | Irene van Hessen-Darmstadt (1866–1953) | Irene van Hessen-Darmstadt (1866–1953) | Irene van Hessen-Darmstadt (1866–1953) | Irene van Hessen-Darmstadt (1866–1953)           | Irene van Hessen-Darmstadt (1866–1953)           |                                                  |                                                  | Ernst Lodewijk van Hessen-Darmstadt (1868-1937)  | Ernst Lodewijk van Hessen-Darmstadt (1868-1937)  | Ernst Lodewijk van Hessen-Darmstadt (1868-1937) | Ernst Lodewijk van Hessen-Darmstadt (1868-1937) | Ernst Lodewijk van Hessen-Darmstadt (1868-1937) | Ernst Lodewijk van Hessen-Darmstadt (1868-1937) |                                                |                                                | Frederik van Hessen-Darmstadt (1870-1873)      | Frederik van Hessen-Darmstadt (1870-1873)      | Frederik van Hessen-Darmstadt (1870-1873)     | Frederik van Hessen-Darmstadt (1870-1873)     | Frederik van Hessen-Darmstadt (1870-1873)     | Frederik van Hessen-Darmstadt (1870-1873)     |                                               |                                               | Alix van Hessen-Darmstadt (1872-1918)        | Alix van Hessen-Darmstadt (1872-1918)        | Alix van Hessen-Darmstadt (1872-1918)        | Alix van Hessen-Darmstadt (1872-1918)        | Alix van Hessen-Darmstadt (1872-1918)            | Alix van Hessen-Darmstadt (1872-1918)            |                                                  |                                                  | Marie van Hessen-Darmstadt (1874-1878)           | Marie van Hessen-Darmstadt (1874-1878)           | Marie van Hessen-Darmstadt (1874-1878)           | Marie van Hessen-Darmstadt (1874-1878)           | Marie van Hessen-Darmstadt (1874-1878)           | Marie van Hessen-Darmstadt (1874-1878)           |  |  |  |  |  |  |  |  |  |  |  |  |  |  |  |  |  |  |  |  |  |  |  |  |  |  |  |  |  |  |  |  |  |  |  |  |  |  |  |  |  |  |  |  |  |  |  |  |

- Gemeinsame Normdatei: 136889492
- International Standard Name Identifier: 0000 0000 5854 5493
- Library of Congress Control Number: n50041796
- Trove: 922103
- Virtual International Authority File: 81159085
- WorldCat: E39PCjHXtQhh7qkvxyBwkXRrhd